# Laura Borlini
Laura Marcela Borlini (Guaminí, Buenos Aires, 18 de diciembre de 1971) es una actriz, comunicadora y psicóloga argentina nacionalizada peruana. Fue imagen principal del canal Global Televisión, además de invitada regular de varios programas de televisión, como panelista y opinóloga.

## Trayectoria
De familia católica, en sus primeros años se dedicó al modelaje y como extra en telenovelas de su país. Originaria de Guaminí viajó por otras zonas de la Gran Buenos Aires. Posteriormente, viajó al Perú para realizar anfitrionaje.
Se inició en la televisión peruana en 1999 para el comercial de la cadena de comida rápida Bembos, y al año siguiente como conductora del programa miscelánea ¡Qué noche! . Fue conocida como panelista y copresentadora de los programas de espectáculos Mil disculpas (2000-2002) y Chikiboom (2003) a lado de Carlos Cacho.
Su fama le permitió conducir la serie de entrevistas Sálvese quien juega en Red Global (más adelante Global Televisión). Después su estreno se realizaron negociaciones para planificar la producción en diferentes casas televisoras, como su magacín Laura. En 2002 entró a Radio Miraflores para su segmento de entrevistas y amenidades, en 2004 llegó a CPN Radio para otro programa similar por tres años. No obstante, durante su embarazo, el último espacio asumió temporalmente Sol Carreño.
En 2006 estrenó el matinal femenino Qué tal mañana para Global Televisión. A cargo inicialmente de Guillermo Guille, permaneció como la única presentadora durante los siete años al aire. Desempeñó como panelistas de segmentos sociales, en que ganó notoriedad como consejera familiar. Inicialmente la acompañó en sus primeras temporadas Los chistosos; sin embargo, el programa sufrió modificaciones después del fallecimiento de Guille, en 2009 pasó a Panamericana Televisión con Tus mañanas con todo y en 2010 renovó su reparto bajo el título temporal Qué tal familia.
En 2009 condujo el especial Latin American Idol, por ATV, acerca de la selección de participantes peruanos al concurso.
En 2014 Cacho y Borlini retornaron brevemente a la televisión en Mujeres arriba, para Global. En simultáneo produjo cuentacuentos conducidos por ella misma para Youtube.
En 2019 Panamericana la contrató para reemplazar a Tilsa Lozano en el matinal En exclusiva durante dos años.  En simultáneo fue locutora de Radio Capital.
Desde 2020 conduce y produce su espacio de salud Tu tesoro más grande, emitido de lunes a viernes en Radio Unión y los domingos en Panamericana. En este programa Borlini desempeña como consejera psicológica.

## Vida privada
Desde 2001 emprende su propia empresa de vestido de novia, que incluye su catálogo de alto presupuesto.
En 2009 recibió la nacionalidad peruana.
Estuvo casada con el empresario Manuel La Rosa. Tiene cinco hijos.

## Filmografía

### Televisión
- ¡Qué noche! (2001)
- Mil disculpas (2000-2001, 2014)[40]
- Chikiboom (2003)
- Qué tal mañana (2006-2012)
- Creciendo con tu bebé (2008)[41]
- Secretos de telenovelas (2014)[42]
- Mujeres arriba (2014-2015)[43]
- Pulseras rojas (2015) como Luisa[21]

- En exclusiva (2018-2020)[32]
- Tu tesoro más grande, tu salud (2020-presente)[35]

### Radio
- La hora Borlini (2002)[17]
- De vuelta y media (2004-2006)[18]
- En confianza (2018-2019)
- Tu tesoro más grande, tu salud (2020-presente)[35]

### Películas
- Jugo de tamarindo (2019)[44]
- Seductores irresistibles (2021)[45]

### Teatro
- Los monólogos de la vagina (2008)[22][46]